# Евлашев, Иван Петрович
Иван Петрович Евлашев (1922—1943) — сержант Рабоче-крестьянской Красной армии, участник Великой Отечественной войн, Герой Советского Союза (1944).

## Биография
Родился в 1922 году в деревне Шамазаево, Туринского уезда, Тюменской губернии РСФСР (ныне — Таборинский район Свердловской области). Получил неполное среднее образование, после чего работал в колхозе.
В 1942 году был призван на службу в Рабоче-крестьянскую Красную армию. Участвовал в Курской битве. За проявленные отвагу и мужество в период боёв с 10 по 13 июля 1943 года награждён медалью «За отвагу». К сентябрю 1943 года был помощником командира взвода 276-го гвардейского стрелкового полка 92-й гвардейской стрелковой дивизии 37-й армии Степного фронта. Отличился во время битвы за Днепр.
В ночь с 30 сентября на 1 октября 1943 года в ходе Полтавско-Кременчугской операции Евлашев одним из первых в своём подразделении переправился через Днепр в районе села Успенка (ныне — в Кировоградской области Украины) и принял активное участие в захвате и удержании плацдарма на его западном берегу. В тех боях он лично подавил огонь трёх огневых точек противника и подорвал немецкий танк. Вступил в схватку с выбравшимся из танка экипажем, из которой вышел победителем, но и сам получил смертельное ранение.
Указом Президиума Верховного Совета СССР «О присвоении звания Героя Советского Союза офицерскому, сержантскому и рядовому составу Красной Армии» от 22 февраля 1944 года за «образцовое выполнение боевых заданий командования при форсировании реки Днепр, развитие боевых успехов на правом берегу реки и проявленные при этом отвагу и геройство» был удостоен посмертно высокого звания Героя Советского Союза. Также посмертно был награждён орденом Ленина.
В его честь названа улица в селе Таборы Свердловской области.